# Broche
En broche er en smykkegenstand i mange former.
Den kan være lavet af ædelmetaller og ædelsten og andre metaller, rav og lignende.
Brocher sættes på tøjet med en lille nål, som er indbygget i smykket. De er oftest båret af kvinder.